# 学院街街道
学院街街道，是中华人民共和国湖南省长沙市天心区下辖的一个乡镇级行政单位。

## 行政区划
学院街街道下辖以下地区：
登仁桥社区、文庙坪社区、半湘街社区和樊西巷社区。